# Hypomesus nipponensis
Espèce
Aussi appelé wakasagi, Hypomesus nipponensis est un poisson comestible très consommé au Japon, natif des lacs et estuaires d'Hokkaidō. Il a été introduit dans divers autres endroits, comme dans le delta de San Francisco aux États-Unis.
Les wakasagi peuvent être produits par élevage, et sont parfois nommés à tort « éperlan d'eau douce » en français.

## Nom vernaculaire
- Wakasagi, Japon
- Japanese smelt, monde anglophone

## Synonymes
Hypomesus chishimaensis a été décrit comme étant une nouvelle espèces des lacs de Kunashir et Iturup en se basant sur des différences morphologiques. Depuis que des études ultérieures ont échoué à retrouver ces différences morphologiques, Hypomesus chishimaensis est considéré comme un écotype de H. nipponensis. En 2007, une analyse génétique confirmait cette classification, et conseillait que H. chishimaensis n'ait pas sa propre désignation binomiale.

## Habitat
Les populations de Hypomesus nipponensis, espèce de poisson autochtone du Japon, peuplent les lacs naturels ou artificiels, les étangs et les littoraux.

## Introduction hors du Japon

### États-Unis
Natifs des lacs et des estuaires d'Hokkaidō, introduits par l'homme dans le Honshū et le Kyūshū, les wakasagi ont été importés du Japon en 1959 et acclimatés dans les lacs de Californie par le California Department of Fish and Game (en) en tant que proies potentielles pour les truites arc-en-ciel, après l'échec de tentatives d'introduction d'une espèce locale, le Hypomesus transpacificus, endémique du delta de San Francisco,,. Ils menacent d'extinction l'espèce locale Hypomesus transpacificus, en envahissant les deltas des rivières.

### Chine
Le wakasagi a été acclimaté en Chine pour l'aquaculture et la pêche.

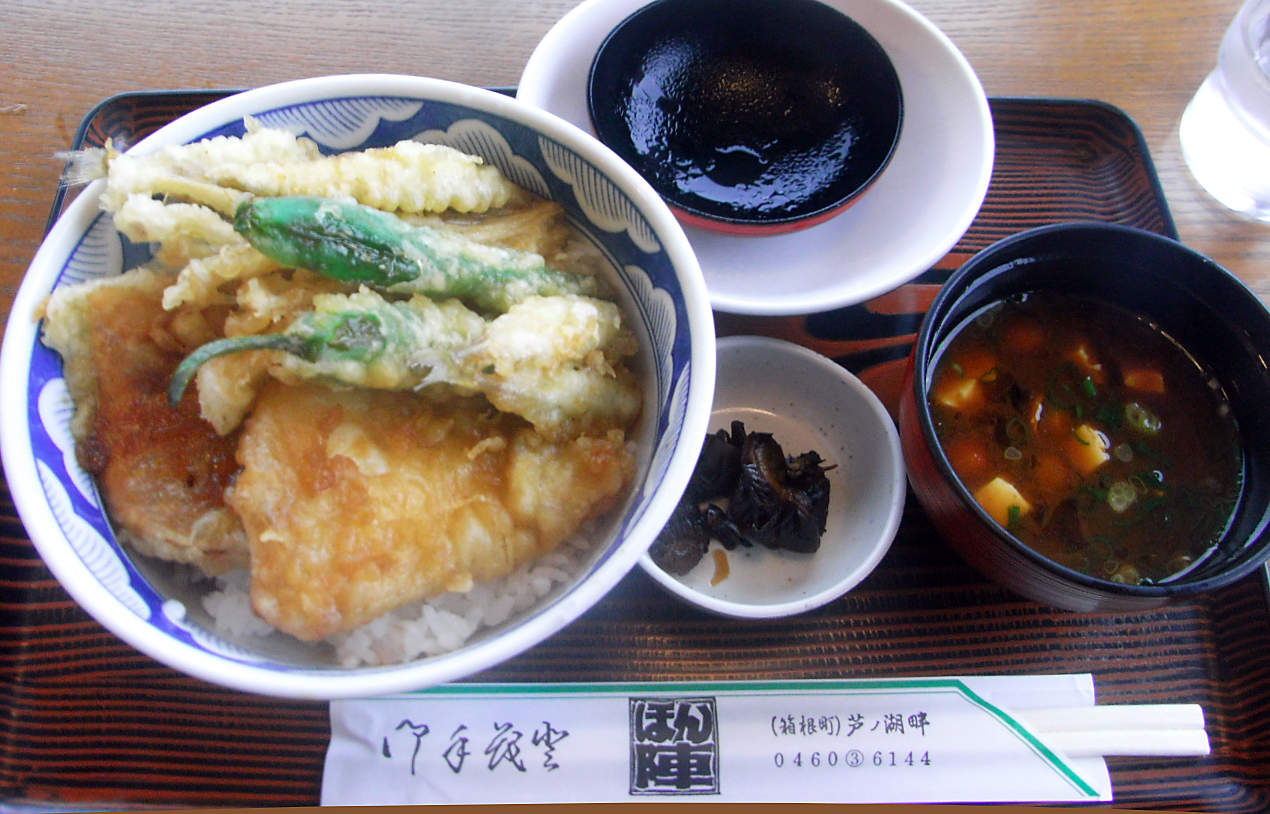
Wakasagi frit dans un plat japonais, derrière les capsicum.